# Frederick Castle

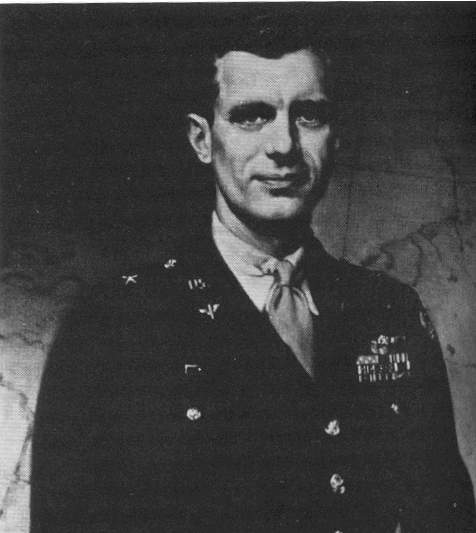
Frederick Castle.

Frederick Castle fue un aviador norteamericano durante la Segunda Guerra Mundial.

## Comienzos
Se alistó primero en la guardia nacional de Nueva Jersey y después obtuvo una plaza en la academia militar de West Point. El 12 de julio de 1930 se graduó ya como segundo teniente de Ingenieros del Ejército de los Estados Unidos. El 22 de diciembre del año siguiente recibía su cualificación como piloto de la Fuerza Aérea. Recibió un Boeing P-26 Peashooter para volar encuadrado en el 17 Escuadrón de Persecución, pero el 17 de febrero de 1934 se retiró del servicio activo de la Fuerza Aérea. Ingresó en la organización Sperry y se convirtió en asesor del presidente de la compañía. Durante esa época se comenzó a preocupar del desarrollo del sistema de mira de bombardeo Norden y se hizo amigo del Coronel Ira C. Eake.
En enero de 1942 volvió al servicio activo y entonces, como simple capitán, fue uno de los siete oficiales escogidos por el mayor general Eaker para acompañarle a Gran Bretaña, donde se iban a establecer los cuarteles del VIII Bomber Command, lo que más tarde habría de convertirse en la Octava Fuerza Aérea de Estados Unidos. Llegaron a Inglaterra el 20 de febrero de 1942 y muy poco después Castle fue ascendido al rango de mayor. Permaneció en los cuarteles generales durante casi año y medio y en ese tiempo estuvo encargado del despliegue de la gran red de bases de bombarderos y depósitos norteamericanos en el Reino Unido, que fueron pieza fundamental para los bombardeos estratégicos dirigidos contra el III Reich.

## Voluntario
El 1 de enero de 1943 fue ascendido a coronel y en junio de ese mismo año se ofreció como voluntario para tomar el mando del grupo de bombardeo número 94, que estaba equipado con aparatos Boeing B-17 Flying Fortress.
Su nueva unidad había sufrido grandes daños, numerosas bajas y se hallaba muy desmoralizada. Pero bajo el mando de Castle se rehízo con rapidez y consiguió dos menciones distinguidas por sus participaciones en las incursiones de bombardeo sobre Ratisbona el 17 de agosto de 1943 y sobre Brunswick el 11 de enero de 1944.
El 14 de abril de 1944, Castle recibió el mando de la cuarta Ala de Bombardeo de Combate y el 20 de noviembre fue ascendido a brigadier general.

## Combate final
En la Nochebuena de 1944 la Octava Fuerza Aérea hizo un extraordinario esfuerzo para atacar las fuerzas enemigas en las Ardenas. Entre los 2034 bombarderos americanos enviados allí, se hallaban los comandados por Castle. Todos estaban dirigidos por un B-17G que los encabezaba. A bordo volaba el General Castle como comandante de la fuerza de combate encargada de la misión.
Debido al mal tiempo que hacía en tierra, la escolta de cazas llegó tarde a la cita con los bombarderos y el B-17 que iba en cabeza fue gravemente dañado por los cazas alemanes. Con todos los motores seriamente averiados, el aparato del general Castle perdió velocidad muy rápidamente y él ordenó a la tripulación que saltara y se pusiera a salvo con los paracaídas.
Todos lograron sobrevivir, pero Castle empeñado en aterrizar con el destrozado bombardero, murió en su cabina, después de volver a ser alcanzado por los cazas alemanes, que le arrancaron un ala y provocaron su incendio total.
Obtuvo la Medalla de Honor del Congreso a título póstumo. Estaba en posesión de numerosas condecoraciones, tanto nacionales como extranjeras.